# レガ・カルチョ
レガ・ナツィオナーレ・プロフェッスィオニスティ（イタリア語: Lega Nazionale Professionisti, 英語: National Professionals League）、通称レガ・カルチョ（イタリア語: Lega Calcio, 英語: Football League）は、1946年から2010年までイタリアのプロサッカーリーグ運営団体であった。
セリエA、セリエB、コッパ・イタリア、スーペルコッパ・イタリアーナ、ユース大会のカンピオナート・プリマヴェーラ、コッパ・イタリア・プリマヴェーラ、スーペルコッパ・プリマヴェーラを主催していた。

## 歴史
1890年代にイギリスからフットボールが輸入され、1898年にイタリアサッカー連盟(FIGC) が誕生。同年5月8日にプロサッカーリーグが始まった。発足時は4クラブで、トップリーグが現在のような全国リーグになったのは1929年のことである。

## 構造
- セリエA
20クラブ
下位3クラブがBに降格
- セリエB
22クラブ
昇格3クラブ、下位4クラブがセリエCに降格
上位2クラブは自動昇格、残る1枠を3位～6位クラブによるプレイオフで決める。ただし、3位と4位との勝ち点差が10以上ある場合はプレイオフが実施されず、3位クラブが昇格する。
- セリエC
3グループ各20クラブ
昇格4クラブ、下位9クラブがセリエDに降格
各グループ優勝クラブは自動昇格、残る1枠を各グループ2位同士のプレイオフで決める
各グループ最下位は自動降格、さら下位クラブ4クラブが降格決定戦を各グループで行い、グループごとに降格を2クラブ決定する。

### 注意事項
- 基本的に入れ替え方式は上記の要領で行うが、クラブの財政的な問題があった場合や不正工作があった場合には、たとえ昇格圏内の成績を収めても昇格できなかったり、プロライセンス資格を剥奪され、数階級降格となるケースもある。

#### 最近の例
- 2004-2005年シーズンの場合。このシーズン、セリエBに優勝したジェノアが優勝をかけたヴェネツィアとの試合で不正工作（八百長）を行った疑いが持たれ、審議を重ねたが、結局はセリエA昇格は認められないどころか、チームの成績を最下位（22位）扱いと見なしてセリエC1に降格させられた。
- また同様にトリノも勝ち点同点のチームが発生したことによるプレーオフでセリエA昇格が一旦決まっていたが、経営的な問題（所得税の滞納や粉飾決算など）がかさみ、昇格が取り消されている。
- ユヴェントス元GM、ルチアーノ・モッジを首魁とする大規模な不正工作事件(主に審判への不正工作がなされた、とされる)が2005-2006シーズン終盤に発覚。ユヴェントスを始めとしてミラン、フィオレンティーナ、ラツィオなどセリエAの歴史に名を残すビッグクラブが不正に関与したとしてセリエBへの降格や2005-2006、2006-2007シーズンの勝ち点剥奪などを科せられた。特にユヴェントスに対しては下部リーグ降格に加え、2004-2005シーズンの優勝が取り消されるなど厳しい処罰が下され、一連の事件の顛末はイタリア・カルチョのみならず世界のサッカーシーンに大きな衝撃を与えた。事件後、関与したクラブは一様に衰退の一途をたどっている。
- 2009年-2010年のシーズンにはACアンコーナが成績上ではセリエB残留の17位であったが、財政難を理由に2010-2011年シーズンはセリエD（5部に相当）に降格させられた。

## 国際大会での主要な戦績
※2010-2011シーズン終了現在
- UEFAチャンピオンズリーグ優勝　12回
  - ミラン（7回）
  - インテル （3回）
  - ユヴェントス（2回）

- UEFAチャンピオンズリーグ準優勝　14回
  - ユヴェントス（5回）
  - ミラン（4回）
  - インテル（2回）
  - ローマ（1回）
  - フィオレンティーナ（1回）
  - サンプドリア（1回）

- UEFAカップ/ヨーロッパリーグ優勝　9回
  - ユヴェントス（3回）
  - インテル（3回）
  - パルマ（2回）
  - ナポリ（1回）

- UEFAスーパーカップ優勝　8回
  - ミラン（4回）
  - ユヴェントス（2回）
  - パルマ（1回）
  - ラツィオ（1回）

- UEFAカップウィナーズカップ優勝（注 : UEFAカップに統合）　7回
  - ミラン（2回）
  - ユヴェントス（1回）
  - フィオレンティーナ（1回）
  - サンプドリア（1回）
  - パルマ　（1回）
  - ラツィオ（1回）

- インターシティーズ・フェアーズカップ優勝　1回
  - ローマ（1回）

- インターコンチネンタルカップ優勝　7回
  - ミラン（3回）
  - ユヴェントス（2回）
  - インテル（2回）

- FIFAクラブワールドカップ優勝　2回
  - ミラン（1回）
  - インテル（1回）